# 杨木山站
杨木山站是位于内蒙古自治区莫力达瓦达斡尔族自治旗杨木山村的一个铁路车站，邮政编码162893。车站建于1966年，有富西铁路经过该站，现不办理客货运业务，车站及其上下行区间均未电气化。车站距离富裕站236公里，隶属哈尔滨铁路局，是五等站。